# 國廣幸亜
國廣 幸亜（くにひろ ゆきえ、1976年5月9日 -）は日本の漫画家、介護福祉士。
大分県生まれ、愛知県育ち。

## 概要
幼少の頃より漫画家を志し1995年に愛知県より上京。会社員をしながら漫画を投稿する日々を送る中、1998年、BE・LOVEにて『ささら』でデビュー。
また、同年にはホームヘルパー2級過程修了の資格を取得している。

## 作品
- ユキ先生!お元気ですか!?（『恋愛LoveMAX』）
- 実録!介護のオシゴト（『Eleganceイブ』） 既刊5巻
- 42.19 go!! - 運痴女のフルマラソン挑戦記（監修：白方健一、『Eleganceイブ』2007年10月号 - 2009年4月号）
- 春太郎日記 いっしょに歩こう（原案：柴田理恵）
- だんじり母ちゃんとコシノ3姉妹（監修：コシノヒロコ）
- マンガでわかる 介護リーダーのしごと（著：三好貴之）
- ほっと! 介護日誌〜介護の時代を生きる私たち〜
- 親が元気なうちに知っておきたい50のこと（監修：東優）
- 1時間でわかる『介護のお仕事』